# Georg Wilsdorf
Georg Max Wilsdorf (* 23. Juni 1871  in Schloßchemnitz, Königreich Sachsen; † 1. Juli 1949 in Bad Schandau, Sachsen) war ein deutscher Diplomlandwirt, Tierzuchtdirektor und Fachbuchautor.

## Leben und Wirken
Wilsdorf war der Sohn des Landwirtschaftslehrers Ernst Max Wilsdorf (1844–1926), schloss das Gymnasium in Chemnitz ab und studierte danach Landwirtschaft, Jura und Volkswirtschaft Poppelsdorf, Bonn und Leipzig. Während seines Studiums wurde er 1891 Mitglied der Burschenschaft Marchia Bonn. Im Jahre 1895 promovierte er mit einer Arbeit über die Saanenziege an der Philosophischen Fakultät der Universität Leipzig zum Dr. phil. Anschließend wirkte er drei Jahre als Landwirtschaftslehrer in Chemnitz und Rochlitz und – nach abgelegter Tierzuchtinspektorenprüfung – von 1898 bis 1909 als Tierzuchtdirektor an der Landwirtschaftskammer der Provinz Brandenburg und Berlin. Es folgte von 1909 bis 1923 die Anstellung als Geschäftsführer der Deutschen Gesellschaft für Züchtungskunde. In den nächsten zwei Jahren war er Direktor der Wollverwertung der Deutschen Landwirtschaftskammern, dann Direktor des Verbandes Deutscher Schafzüchter sowie der Norddeutschen Schafzuchtverbände und schließlich Vorsitzender Deutscher Mastviehausstellungen in Berlin. Zuletzt arbeitete Wilsdorf nach 1934 als Sachbearbeiter bei der Hauptvereinigung der Deutschen Viehwirtschaft, ebenfalls in Berlin.
Wilsdorf war verheiratet mit Marie, geb. Hennig (1876–1961). Aus der Ehe gingen die Söhne Helmut (1912–1996) und Friedrich (1914–1945) hervor.

## Werke (Auswahl)
- Monographie der Schweizer Saanenziege. Diss. an der Philosoph. Fak. der Univ. Leipzig, 1895
- Die Schweizer Saanenziege : ihre Heimat, Zucht und Pflege, sowie ihre Bedeutung für die deutsche Ziegenzucht. Berlin : Parey, 3 Auflagen
- Nutzbringende Kaninchenzucht. Leipzig : Hachmeister & Thal,
- Die Ziegenzucht. Berlin : Parey, 1908–1951, 15 Auflagen
- Anleitung zum Photographieren der Haustiere. Berlin : DGfZ, 1920
- Tierzüchtung. Leipzig : Teubner, 1912, Flugschrift der DGfZ : 17; 3 Auflagen
- Die Bedeutung des Rindes für die Fleischversorgung. Mit Max Herter. Berlin : DLG, 1912,  Arbeiten der DLG: 206
- Die praktische Anwendung der neueren Vererbungslehre (Vortrag, gehalten auf der Wanderversammlung der D.L.G. in Harzburg, Juni 1912), Berlin : DGfZ, 1912
- Neuzeitliche Zucht, Aufzucht und Haltung des Rindes. Leipzig : Reichenbach, 1913
- Die Bedeutung des Schweines für die Fleischversorgung. Mit Max Herter. Berlin : Parey, 1914, Arb. der DLG: 270
- Die Herdbuchführung im Dienste der Landestierzucht. (Vortrag vom April 1913), Berlin : DGfZ, 1914, Flugschrift der DGfZ: 29
- Die Bedeutung des Schafes für die Fleischerzeugung. Mit Max Herter, Berlin : Parey, 1918, 616 S., Arbeiten der DLG: Nr. 295
- Die wichtigsten ostfriesischen, brandenburgischen, hannoverschen und sächsischen schwarzweißen Rindviehstämme. 5. Aufl., bearb. von Georg Wilsdorf, Berlin : DGfZ, 1920
- Der Rechenknecht : Anleitung für den praktischen Landwirt zur Gewinnung von vergleichenden Zahlen der an lebenden Tieren gewonnenen Körpermaße. Von August Lydtin, 2. Aufl. neu und erw. durch O. Butz und Georg Wilsdorf, Berlin : DLG, 1922
- Die Viehbeförderung : nach den Bestimmungen des deutschen Eisenbahn-Tiertarifs, des Reichs-Tierschutzgesetzes, der Reichs-Straßenverkehrsordnung und der Hauptvereinigung der deutschen Viehwirtschaft. Zusammengestellt und erläutert. Berlin : Verlag Allgemeine Viehhandels-Zeitung G.m.b.H., 1941
- Die sachgemäße Fütterung der Klein-Haustiere. Von Löer, neu bearb. von Georg Wilsdorf. Leipzig : Hachmeister & Thal, 1947 und 1951, 2 Auflagen
- Haltung, Zucht und Pflege der Kaninchen. Detmold : Maximilian-Verlag, 1948
- Nutzbringende Kaninchenzucht. 2. Haltung, Fütterung, Zucht und Pflege der Kaninchen. Leipzig : Hachmeister, 1949
- Nutzbringende Ziegenzucht. Leipzig : Hachmeister & Thal, 1951

## Würdigung
Georg Wilsdorf hat in den Jahren bei der Landwirtschaftskammer in der Provinz Brandenburg zur Gründung von einigen Zuchtverbänden bei verschiedenen Tierarten beigetragen. Große Verdienste erwarb er sich als Geschäftsführer der Deutschen Gesellschaft für Züchtungskunde, wo er noch die erste Etappe dieses Vereines mit förderte und sich auch mit allen Nutztierarten beschäftigte. In den nächsten Perioden befasste er sich mit Wollverwertung und Schafzucht, dann mit Mastvieh und Kleintierzucht. Er hat aus seiner Verbandstätigkeit heraus viele fachlich fundierte Beiträge und einige Bücher veröffentlicht, wobei der Band zur Ziegenzucht immerhin 15 Auflagen erreichte.